# Astraea cincta
Astraea cincta är en törelväxtart som först beskrevs av Johannes Müller Argoviensis, och fick sitt nu gällande namn av Caruzo och Inês Cordeiro. Astraea cincta ingår i släktet Astraea och familjen törelväxter. Inga underarter finns listade i Catalogue of Life.